# Palojärvi (sjö i Finland, Lappland, lat 66,62, long 27,17)
Palojärvi är en sjö i Finland. Den ligger i kommunen Kemijärvi i landskapet Lappland, i den norra delen av landet, 700 km norr om huvudstaden Helsingfors. Palojärvi ligger 174,5 meter över havet. Den ligger vid sjön Lautajärvi. Den är 9,8 meter djup. Arean är 90,7 hektar och strandlinjen är 9,33 kilometer lång. Sjön  ingår i Kemi älvs huvudavrinningsområde. 